# 小野上溫泉站

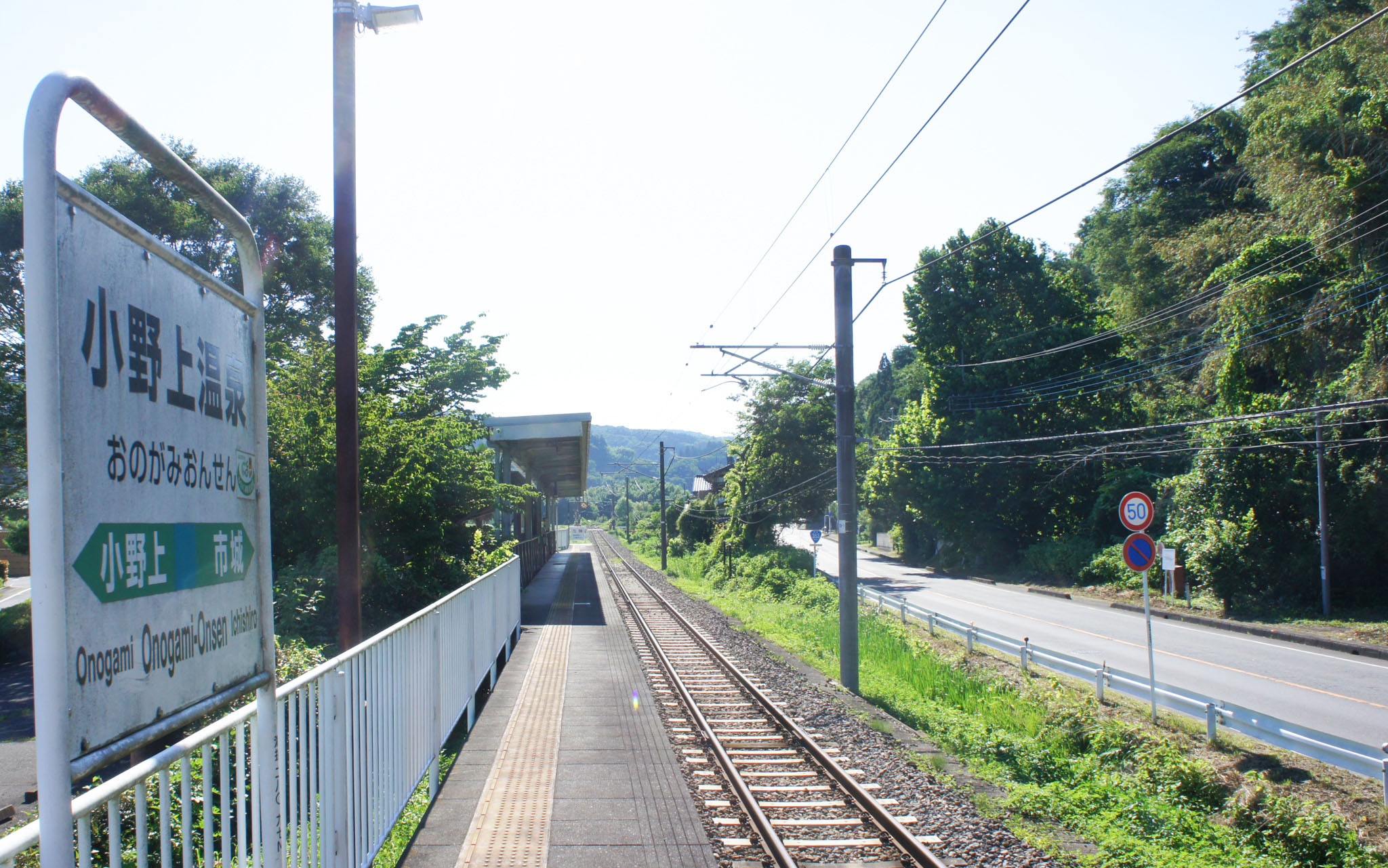
月台（2021年7月）

小野上溫泉站（日语：／ Onogami-Onsen eki */?）是位於群馬縣澀川市村上字鹽川376番1號，東日本旅客鐵道（JR東日本）的吾妻線車站。
本站在1992年（平成4年）3月14日啟用，為吾妻線最新車站。在此站啟用前，周邊的使用者需要前往小野上站乘坐吾妻線，在當地居民的請願下而建設此站。

## 歷史
- 1992年（平成4年）3月14日：車站啟用[1]。
- 2014年（平成26年）10月1日：此站編入至東京近郊區間[2]。

## 車站構造
本站是地面車站，設有1面1線的單式月台。此站是由中之條站管理的無人車站，曾經此站是簡易委託車站。在成為無人車站前，日間時段設有車站職員當值，早上和晚間會關閉櫃臺。此站設有簡易自動售票機。另外，在櫃臺休息時段，車站也會同時關閉，在這時候可以直接進出月台。

## 使用狀況
以下為1日平均乘車人次：
| 年度   | 一日平均 乘車人次 |
| ------ | ----------------- |
| 2002年 | 30                |
| 2003年 | 42                |
| 2004年 | 37                |
| 2005年 | 40                |
| 2006年 | 42                |
| 2007年 | 35                |
| 2008年 | 34                |
| 2009年 | 34                |
| 2010年 | 33                |
| 2011年 | 31                |

## 車站周邊

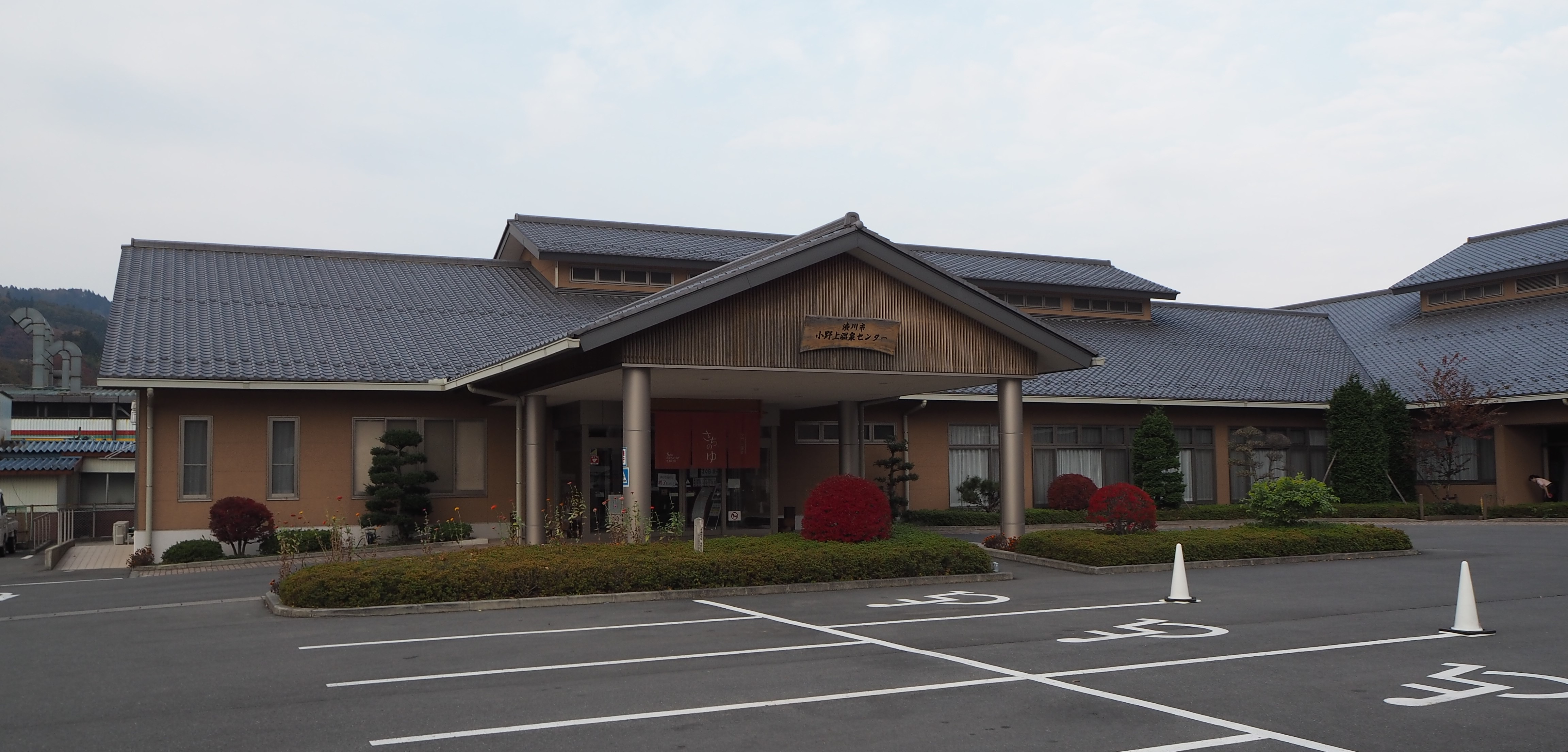
小野上溫泉中心（2015年11月）

- 小野上溫泉　幸之湯 （页面存档备份，存于）（日語）（即日來回的溫泉設施）[1]
- SUN小野上 （页面存档备份，存于）（日語）（澀川市營溫泉住宿設施）
- 岩井洞 - 登山口。

## 相鄰車站
東日本旅客鐵道（JR東日本）
■吾妻線
小野上－小野上溫泉－市城

## 注腳
1. 1 2 3 4 5 6 7 8  . 週刊朝日百科. 12号 大宮駅・野辺山駅・川原湯温泉駅ほか. 朝日新聞出版. 2012-10-28: 24 （日语）.
2. ↑   (PDF) (新闻稿). 東日本旅客鐵道. 2014-05-26  [2020-05-24]. （原始内容 (PDF)存档于2019-06-29） （日语）.
3. ↑  群馬縣統計年鑑

## 外部連結
- 車站資訊（小野上溫泉）：東日本旅客鐵道（日語）